# Akane Fujita
Pour les articles homonymes, voir Fujita.
Akane Fujita (藤田 茜, Fujita Akane), née le 26 janvier 1993 dans la préfecture de Shizuoka (Japon), est une seiyū. Elle est affiliée avec Ken Production (en). Elle débute en 2012.

## Rôles notables
- Akane Mimori, Shizuka Kisaki, Minami Hateruma dans Aikatsu! (en) (2012–2016)
- Napa Payakaroon dans Chihayafuru 2 (2013)
- Sophie dans Heroes: Legend of the Battle Disks (2013)
- Ida Futaba dans Magical Warfare (en) (2014)
- Sae dans Death Parade (2015)
- Bara dans Pokémon XY & Z (2015)
- Yukari Mizumoto dans The Idolmaster Cinderella Girls (2015)[3]
- Megumi Uda dans Hai-Furi (2016)[4]
- Yuzuka Hanami dans Mahou Shoujo Nante Mouiidesukara (2016)[5]
- Kakeru Naruse dans Orange (2016)
- Sistine Fibel Akashic Records of Bastard Magic Instructor (2017)[6]
- Sagiri Izumi dans Eromanga Sensei (2017)[7]
- Envie Seigneur Démon Léviathan dans Seven Mortal Sins (2017)[8]
- Kaiko Mikuniyama dans Imōto sae ireba ii. (2017)[9]
- Fū Sagami dans Release the Spyce (2018)[10]
- Tsukushi Ootani dans Inazuma Eleven: Victory Road (2018)
- Haruka dans W'z (2019)[11]
- Kiyoka Musumi dans Mini Toji (2019)[12]
- Senkō dans Senran Kagura (2018)[13]
- Chef dans A Certain Scientific Accelerator (2019)[14]
- Chef dans A Certain Scientific Railgun T (2020)[15]
- Akade Uchimura dans Iwa-Kakeru! Climbing Girls (2020)[16]
- Tsugumi Narita dans Bottom-tier Character Tomozaki (2021)[17]
- Midori Shida dans Osamake (en) (2021)[18]
- Babron dans How Not to Summon a Demon Lord Ω (2021)[19]
- Celia Claire dans Seirei Gensouki: Spirit Chronicles (2021)[20]
- Marika dans Chillin' in My 30s After Getting Fired from the Demon King's Army (2023)[21]